# Otožna Jasmine
Otožna Jasmine (angleško Blue Jasmine) je ameriški črno-komično-dramski film iz leta 2013, ki ga je režiral in zanj napisal scenarij Woody Allen. Zgodba govori o nekdanji članici visoke manhattanske družbe Jasmine (Cate Blanchett), ki se mora po aretaciji moža Hala (Alec Baldwin) zaradi goljufije preseliti v sestrino (Sally Hawkins) delavsko stanovanje v San Franciscu.
Premierno je bil prikazan 26. julija 2013 v New Yorku in Los Angelesu, drugje po 23. avgusta istega leta. Film je prejel dobre ocene kritikov, posebej za igro Cate Blanchett, ki je tudi osvojila oskarja za najboljšo igralko, Hawkins in Allen pa sta bila nominirana za oskarja za najboljšo stransko igralko in najboljši scenarij. Cate Blanchett je ob tem osvojila še Zlati globus ter nagradi SAG in BAFTA. Film je bil tudi finančno uspešen, saj je prinesel 97,5 milijona $ prihodkov ob proračunu 18 milijonov $.

## Vloge
- Cate Blanchett kot Jeanette »Jasmine« Francis
- Sally Hawkins kot Ginger
- Alec Baldwin kot Hal Francis
- Peter Sarsgaard kot Dwight Westlake
- Louis C.K. kot Al Munsinger
- Andrew Dice Clay kot Augie
- Bobby Cannavale kot Chili
- Michael Stuhlbarg kot dr. Flicker
- Alden Ehrenreich kot Danny Francis
- Tammy Blanchard kot Nora
- Max Casella kot Eddie